# 貝爾羅斯 (路易斯安那州)
貝爾羅斯（英語：Belle Rose）是位於美國路易斯安那州阿桑普申堂區的一個普查規定居民點。

## 人口
根據2020年美國人口普查的數據，貝爾羅斯的面積為13.89平方千米，當中陸地面積為13.89平方千米，而水域面積為0.00平方千米。當地共有人口1698人，而人口密度為每平方千米122.25人。